# مارغريتا أريلانيس سرفانتس
مارغريتا أريلانيس سرفانتس سياسية مكسيكية ولدت في مونتيري، تنتمي إلى حزب العمل الوطني.
في عام 2012 فازت في الانتخابات البلدية في مونتيري وأصبحت أول امرأة تتولى منصب عمدة لمونتيري.
تم انتخاب أريلانيس لمدة 3 سنوات ولكن في ديسمبر 2014 تركت المنصب لطلب ترشيح حزبها كمرشح حزب العمال لانتخابات حكام الولايات لعام 2015. بدأت أريلانيس السباق الداخلي كمرشحة مفضلة ولكن بعد أن فقدت دعم زعيم الحزب المختلف هُزمت من قبل المرشح فيليبي دي خيسوس كانتو رودريغيز. في مارس 2015 تولت منصبها مرة أخرى لإنهاء ولايتها كرئيسة لبلدية مونتيري.